# Acalypha pancheriana
Acalypha pancheriana är en törelväxtart som beskrevs av Henri Ernest Baillon. Acalypha pancheriana ingår i släktet akalyfor, och familjen törelväxter. Inga underarter finns listade i Catalogue of Life.